# Кельтские государства юго-восточной Британии

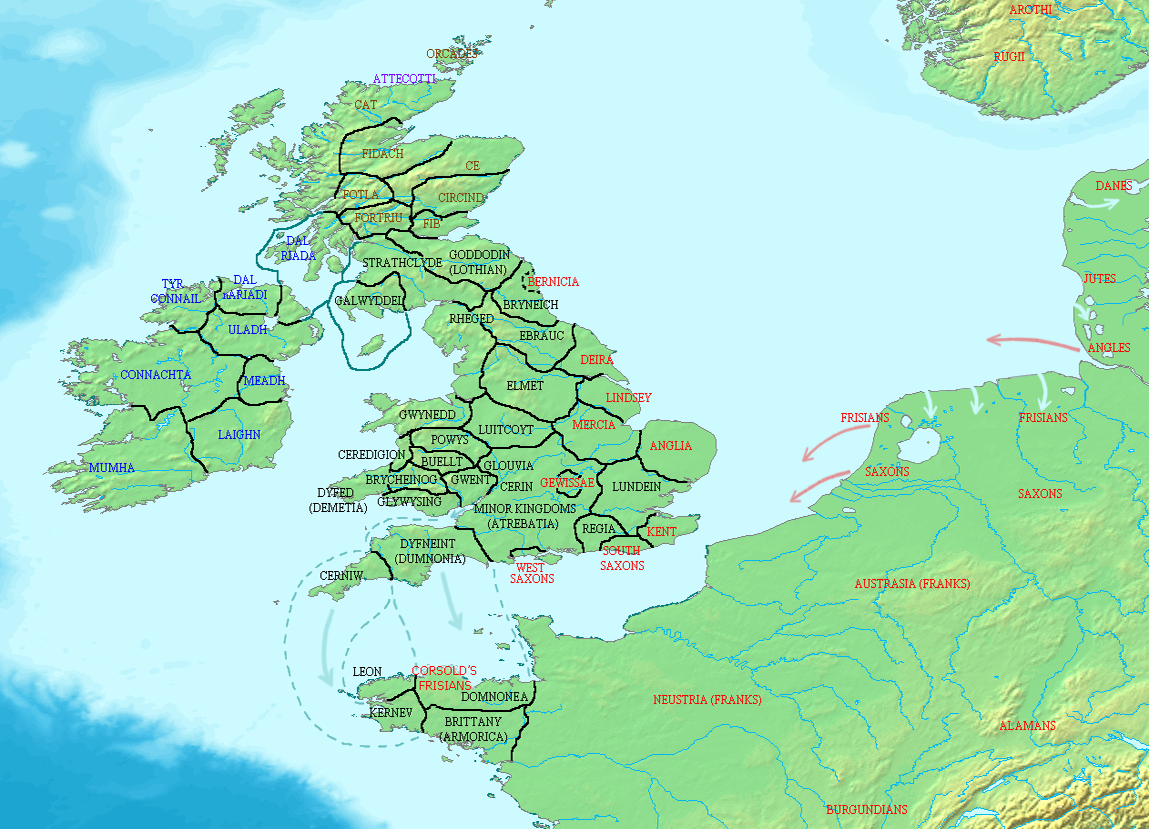
Британия около 500 года

Кельтские государства юго-восточной Британии — раннесредневековые государства, созданные бриттами после ухода римлян из Британии в начале V века. В её юго-восточной части появились следующие государства:
- Кейнт располагался на территории графства Кент
- Регин (Британия) располагался на территории графств Западный Суссекс и Восточный Суссекс
- Кайр-Колун располагался на территории графств Саффолк и Эссекс
- Кайр-Вент располагался на территории графства Норфолк
- Кайр-Келемион располагался на территории графств Оксфордшир, Уилтшир и Беркшир
- Кайр-Гвиннтгуик располагался на территории графства Хэмпшир
- Кайр-Глоуи располагался на территории графств Вустершир, Херефордшир, Южный Глостершир, Бристоль, Северный Сомерсет, Бат и Северо-Восточный Сомерсет, Уилтшир и Глостершир
- Кайр-Лундейн располагался на территории графств Большой Лондон, Суррей и Хартфордшир
- Фенс (Калхвинед) располагался на территории графства Лутон, Милтон-Кинс, Бакингемшир и Оксфордшир
- Кайр-Лерион располагался на территории графства Ратленд, Нортгемптоншир, Питерборо и Кембриджшир
- Линний располагался на территории графства Линкольншир
- Луиткойт (Пенгверн) располагался на территории графства Шропшир, Уэст-Мидлендс и Стаффордшир

## История
Первым государством, павшим от ударов англосаксов, был Кейнет. Его правитель, Гвойрангон, был свергнут ютами под предводительством Хенгиста по настоянию Вортигерна. Но сын последнего, Вортимер, объединился с бриттами и нанёс поражения ютам в битвах при Эйлсфорде (455 год, в ней погиб Хорса), Дергвентиде (455 год, в ней погиб Кадеирн ап Вортимер), Креганфорде (457 год, в ней погиб Гвойрангон) и у берегов Ла-Манша (459). В 460 году Вортимер был отравлен мачехой, которая была дочерью Хенгиста.
В Регине правил Анлод, а после его смерти его сыновья Лигатруд, Гиботхен, Гуэр Гуритэнур и Гуэр Баладдирхир. В 501 году саксы под командованием Эллы захватили Регин.
В Кайр-Гвиннтгуике правил некий Элаф, ещё в середине V века. В конце V века здесь правил Натанлеод, который был разбит в 508 году Кердиком, вождём саксов. Но полностью Кайр-Гвиннтгуик пал около 552 года.
Линний был захвачен англами ещё в конце V века.
На рубеже V—VI веков Кайр-Вент был разгромлен англами.
В Кайр-Глоуи правил Аврелий Канин (до 539 года). В 539 году его владения распались на Кайр-Глоуи, Кайр-Бадан и Кайр-Кери, в которых, соответственно, правили Кинвал, Фернвал и Киндидан. В Кайр-Келемионе правил Эйнион в конце V века. В третьей четверти VI века пали Кайр-Колун и Кайр-Келемион. Следующим был разгромлен Кайр-Лерион, а в 571 году Кайр-Лундейн был захвачен Эссексом.
В Фенсе ещё в V веке правил Элдол, участник битв против ютов и саксов. Он был одним из выживших во время Салисберских переговоров. На рубеже V—VI вв. в Фенсе стала править династия Коэля Старого, а точнее король Кинвелин ап Артуис, сын Артуиса Пеннинского. Позже государство стало называться Калхвинедом.
В 577 году в результате битвы при Дерхаме пали государства Кайр-Бадан, Кайр-Глоуи и Кайр-Кери. Все государства данного региона пали под ударами англо-саксов в последней четверти VI века, кроме Калхвинеда, который продержался до середины VII века.